# Batteria Cattaneo

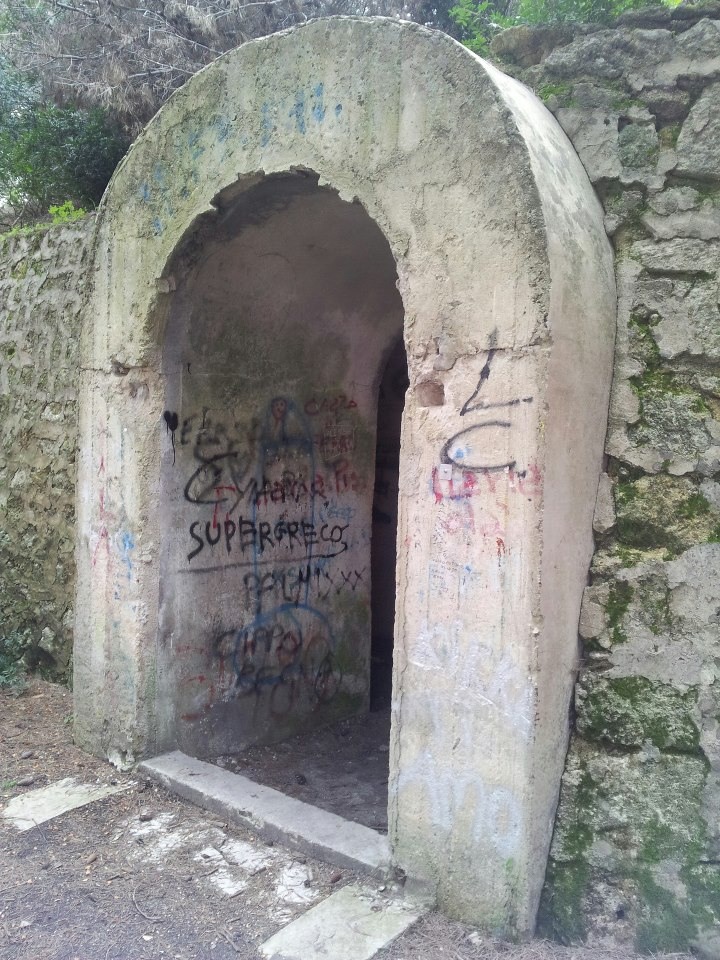
Ingresso principale bunker

La Batteria Cattaneo (batteria ARMADAT CATTANEO/OPERA "L") è una batteria di difesa costiera situata nelle vicinanze di Taranto, in località Leporano (Gandoli) intitolata all'ammiraglio Carlo Cattaneo (Sant'Anastasia, 6 ottobre 1883 – Mar Mediterraneo, 29 marzo 1941)
Fa parte di un sistema complesso di difesa costiero e fu costruita probabilmente nel periodo antecedente la prima guerra mondiale. Molte batterie costiere sono dislocate in prossimità della costa in modo tale da battere i punti d'approdo e lo specchio d'acqua antistante. Di queste costruzioni militari oggi non esiste più niente se non qualche soffitto crollato per le intemperie del tempo e mura perimetrali che a stento si reggono in piedi ma la batteria ARMADAT Cattaneo conserva intatte molte delle strutture (ancor solide poiché in cemento armato) sia di superficie che sottoposte. La batteria è ricoperta da una folta vegetazione composta in gran parte di alberi di pino e da altre varietà di piante. Attualmente alcuni locali sono occupati da un istituto comprensivo statale ma la parte dei bunker e delle fortificazioni versa in totale stato di abbandono e incuria. La batteria era fornita di tre cannoni 305/42 e due torri binate da 203/45.

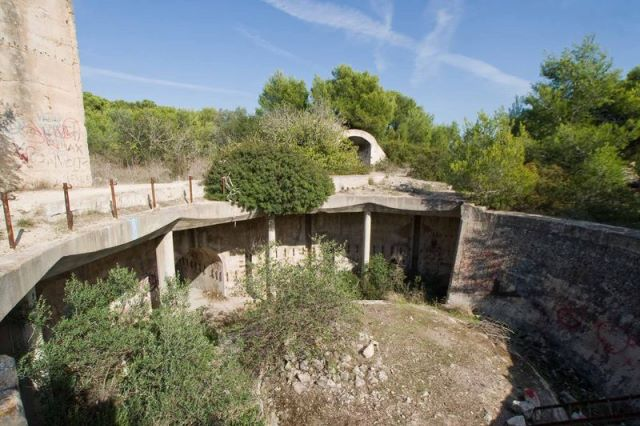
Alloggio di un cannone 305/42

Nel primo dopoguerra furono previste diverse destinazioni per il cannone da 305/42 nell'ambito della riorganizzazione della difesa costiera. Nel 1931 venne progettata l'installazione su affusti singoli di questi cannoni a Trapani, a Pantelleria ed a Tobruk. A Ischia, Ponza e Capri venne progettata l'installazione di tredici pezzi, mentre a Pantelleria era previsto un impianto in torre trinata. Allo scoppio della seconda guerra mondiale, i tre pezzi su affusto singolo approntati per Tobruk vennero utilizzati per la realizzazione della Batteria Cattaneo di Taranto, una struttura in piazzole aperte mai terminata a causa dell'armistizio. Oltre a questi risultavano disponibili nel 1941 venti bocche da fuoco per le quali scarseggiava però il munizionamento. Di questi, sei pezzi vennero affustati per le difese di Tobruk e Tripoli e due per l'imbarco sui pontoni armati GM 191 e GM 192.

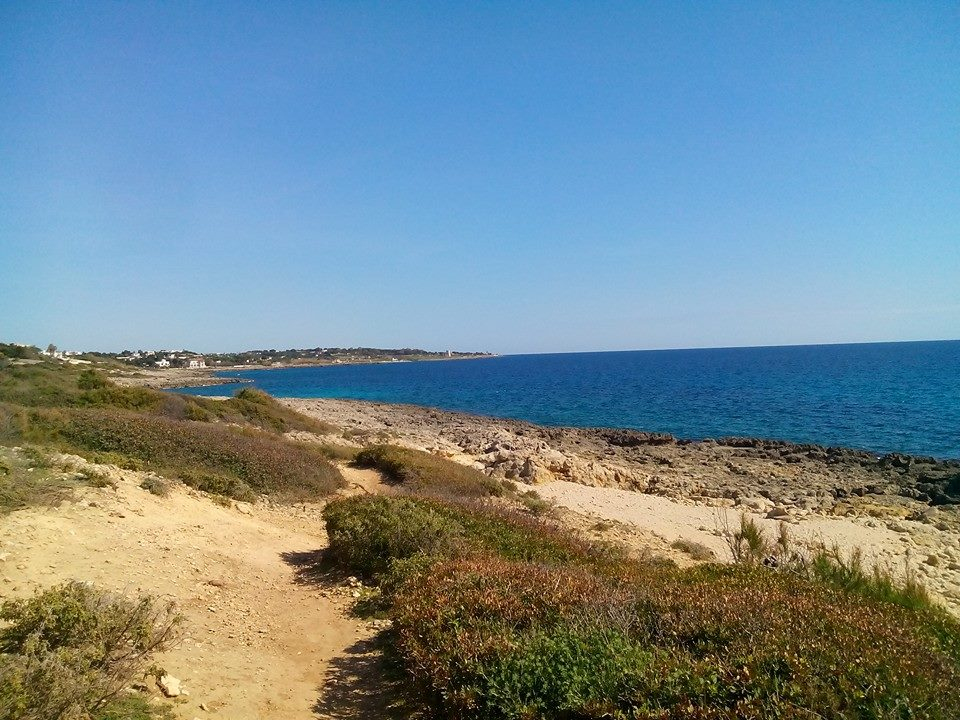
Scogliera e affaccio sul mare

Era dotata di una sala radio e di un generatore di corrente che asserviva elettricamente le manovre dei 305/42 e gli usi civili del circondario.

## Notizie sulle batterie costiere nel XX secolo
Al 31 ottobre 1902 l'artiglieria da costa comprendeva undici brigate autonome (su quaranta compagnie) che disciolte costituirono tre reggimenti artiglieria da costa ed una brigata artiglieria autonoma per la Sardegna.
Il 1º ottobre 1910 le artiglierie da costa e da fortezza furono ordinate complessivamente su dieci reggimenti artiglieria da fortezza con la qualifica "da costa" e "da costa e fortezza"; al 10º Reggimento artiglieria, invece, fu data la qualifica "d'assedio".
Schema di una fortificazione costiera a cannoni fissi:
All'inizio del XX secolo l'artiglieria costiera fu organizzata su otto piazzeforti marittime:
- Genova/Savona
- La Spezia/Monte Argentario
- La Maddalena
- Gaeta
- Messina/Reggio Calabria
- Taranto
- Ancona
- Venezia

In seguito fu aggiunta quella di Augusta/Siracusa.

## Batterie MILMART
Nel 1942, vigilia dello sbarco degli Alleati in Sicilia, a difesa del territorio metropolitano la MILMART armava le seguenti opere principali:
- 6 batterie da 381/40 in torre corazzata binata:
  - Batteria Brin e Batteria Bandiera a Brindisi
  - Batteria Amalfi a Venezia
  - opera A ad Augusta
  - Batteria di Arenzano e Batteria Monte Moro a difesa di Genova, controllate ed armate rispettivamente dalla 250ª e dalla 251ª Batteria costiera del Regio Esercito (non essendo Genova piazza marittima).
- 3 batterie da 305/50 su 2 pezzi ciascuna: Batteria Dandolo, Emo e San Marco a difesa di Venezia
- 1 batteria da 305/42 su 3 pezzi: Batteria Cattaneo, a difesa di Taranto, mai completata
- 4 batterie da 305/17 su 4 pezzi ciascuna:
  - Batteria Cascino e Batteria Cavour a La Spezia
  - Batteria Pes di Villamarina e Batteria De Caroli a La Maddalena
- 8 batterie da 280/9 su 48 pezzi totali a difesa dello Stretto di Messina:
  - Batteria Siacci, 6 pezzi
  - Batteria Beleno, 6 pezzi
  - Batteria Pellizzari, 4 pezzi
  - Batteria Masotto, 6 pezzi
  - Batteria Crispi, 8 pezzi
  - Batteria Schiaffino, 6 pezzi
  - Batteria Cavalli, 6 pezzi

Ma nel 1942 risultavano attive solo le batterie Cavalli Masotto, Beleno e Pellizzari per un totale di 22 pezzi operativi.
- 1 batteria da 203/50 su 2 pezzi: Batteria Luigi di Savoia ad Augusta
- 2 batterie da 203/45 per un totale di 8 pezzi:
  - Batteria Rubin de Cervin a La Maddalena,
  - Batteria Toscano a Taranto, in avanzato stato di costruzione
- 2 batterie da 190/39 per un totale di 4 pezzi:
  - Batteria Cappa a Pola
  - Batteria Caracciolo a Napoli

Queste opere principali erano integrate da installazioni minori sia sul territorio metropolitano che nelle colonie:
- 1 batteria da 156/47 su 4 pezzi
- 20 batterie da 152/50 per 74 pezzi totali
- 12 batterie da 152/45 per 46 pezzi totali
- 11 batterie da 152/40 per 37 pezzi totali
- 2 batterie da 149/47 per 8 pezzi totali
- 3 batterie da 149/37 per 10 pezzi
- 12 batterie da 120/50 per 49 pezzi totali;
- 5 batterie 120/40 per 18 pezzi totali
- 3 batterie da 102/35 per 12 pezzi totali
- 1 batteria da 100/47 su 5 pezzi
- 2 batterie da 66/47